# Молінос-де-Дуеро
Молінос-де-Дуеро (ісп. Molinos de Duero) — муніципалітет в Іспанії, у складі автономної спільноти Кастилія-і-Леон, у провінції Сорія. Населення — 182 особи (2010).
Муніципалітет розташований на відстані близько 180 км на північний схід від Мадрида, 30 км на північний захід від Сорії.

## Демографія
Динаміка населення (INE ):

## Галерея зображень

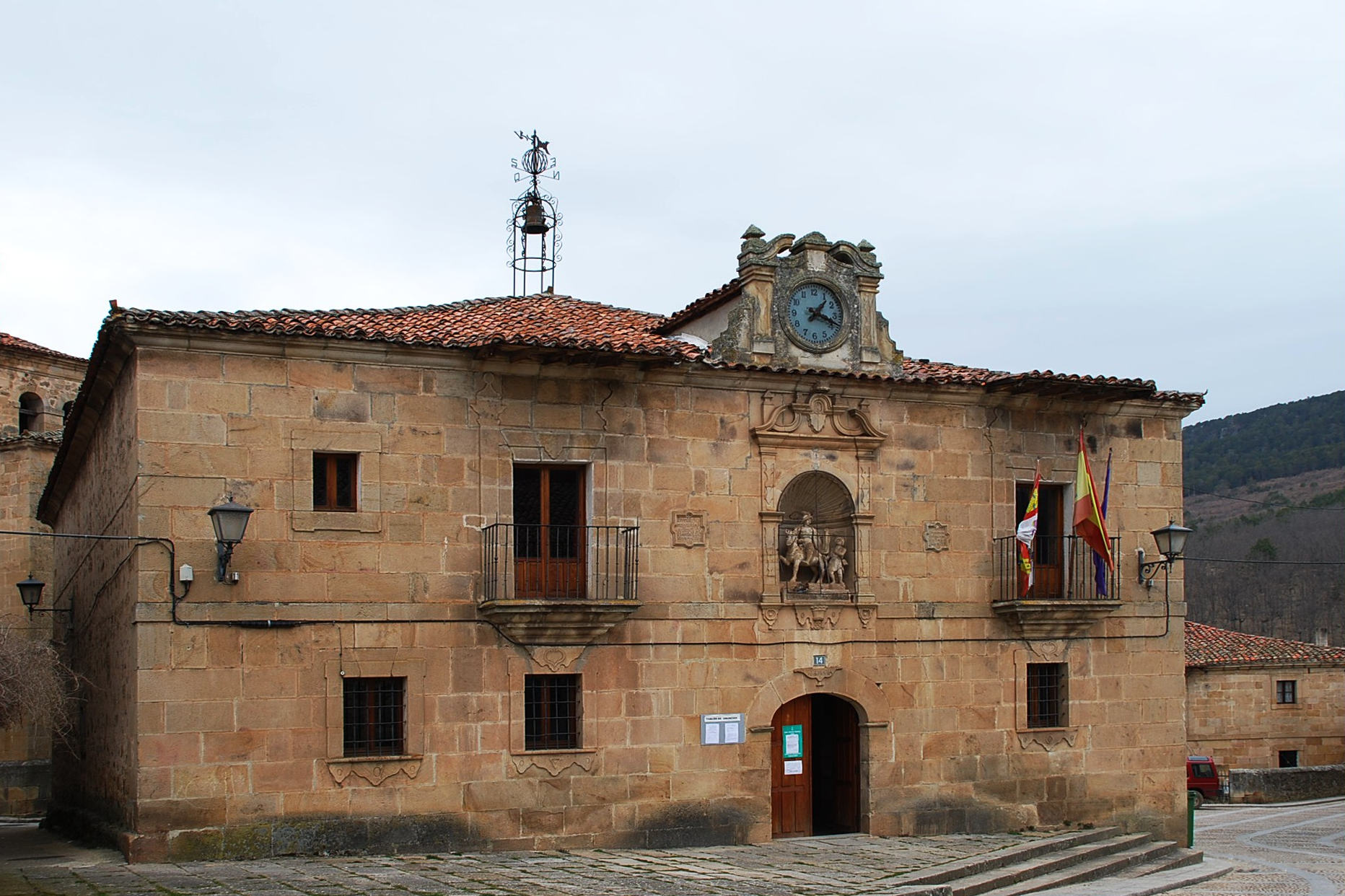
Муніципальна рада
Розташування муніципалітету Молінос-де-Дуеро
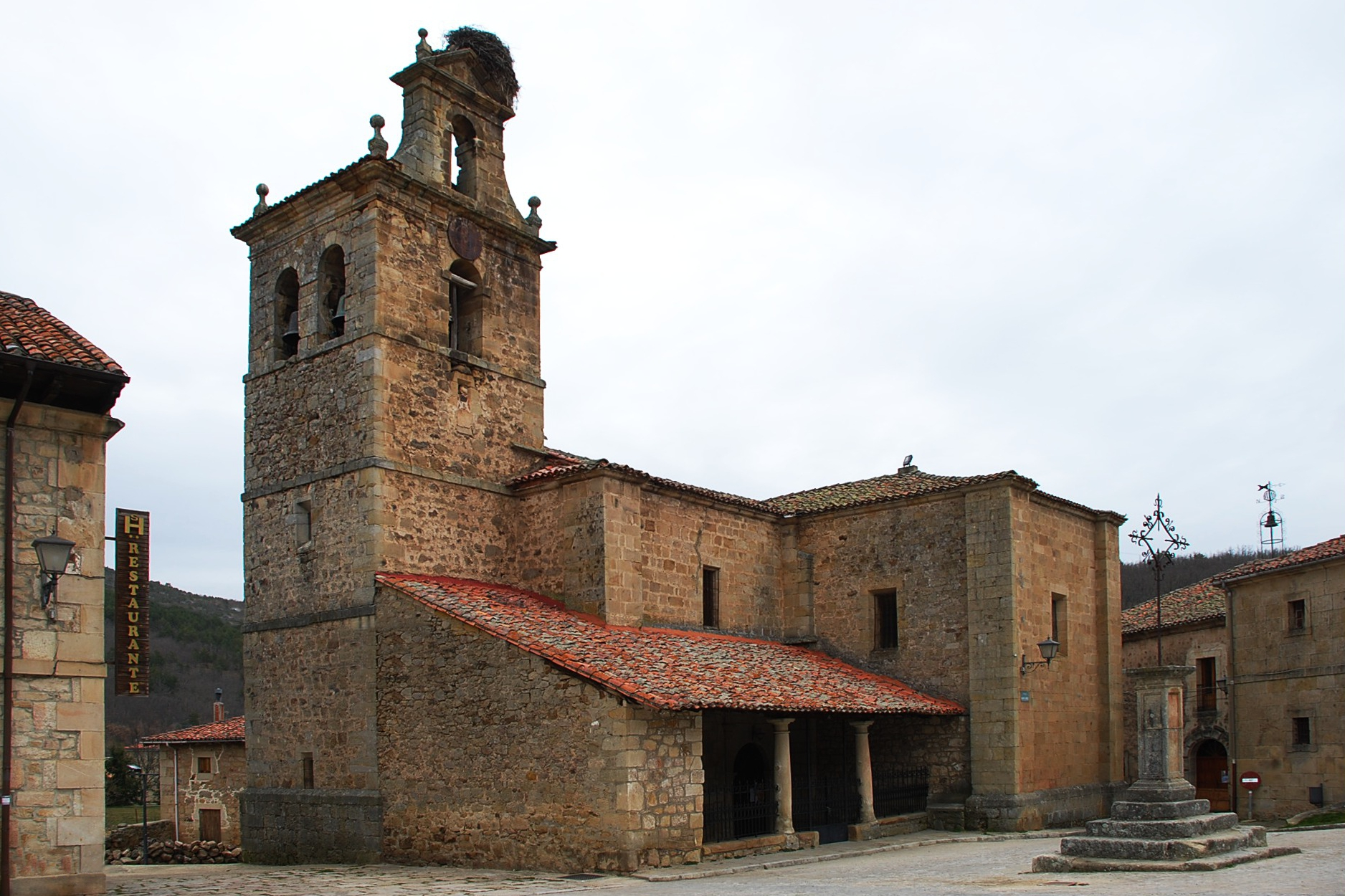
Церква Сан-Мартін-де-Тур